# ابراهیم‌آباد زردوئیه
ابراهیم‌آباد زردوئیه روستایی در دهستان زیدآباد بخش زیدآباد شهرستان سیرجان استان کرمان ایران است.

## جمعیت
بر پایه سرشماری عمومی نفوس و مسکن در سال ۱۳۹۵ جمعیت این مکان ۶۴۹ نفر (۱۹۱خانوار) بوده‌است.